# Ivan Ivanov (labdarúgó, 1942)
Ivan Vaszilev Ivanov (bolgárul: Иван Василев Иванов; Pernik, 1942. április 10. – Várna, 2006. május 26.) bolgár válogatott labdarúgókapus.
A bolgár válogatott tagjaként részt vett az 1962-es világbajnokságon.